# Rhythm changes
No jazz, rhythm changes faz referência a uma progressão de acordes com a mesma estrutura. São padrões do tipo AABA dividida em quatro seções de oito compassos em cada, que o compositor George Gershwin introduziu na canção "I Got Rhythm". Um dos veículos de improvisação mais comuns, constitui a base das canções jazzísticas e popularizou-se na época do swing.
Pode encontrar no tema "Shoeshine Boy" (Lester Young com Count Basie, 1936) ou num clássico como "Cotton Tail", escrita por Duke Ellington em 1940; também pode escutar na composição de Charlie Christian "Seven Come Elevem", no tema de Charlie Parker "Salt Peanuts" e no de Thelonious Monk, "Rhythm-a-Ning", entre outros muitos.

## História
Esta progressão teve uma especial difusão como consequência de seu uso intensivo no bebop, sub-estilo musical de jazz da década de 1940, especialmente porque "I Got Rhythm" era nessa época um dos mais populares regulares. O exemplo mais antigo de rhythm changes foi gravado por Sidney Bechet em 1932, na canção "Shag" e foi interpretado junto com seus "New Orleans Feetwarmers".
Inclusive hoje em dia, o blues e os rhythm changes seguem sendo os elementos críticos para construir um repertório de jazz.

## Estrutura
O rhythm change é uma forma musical do tipo AABA, que possui trinta e dois compassos, divididos em quatro seções com oito compassos em cada uma, usando numeração romana. Os conformes originais usados na seção "A" são:
```
| I  vi | ii V  | I  vi | ii V  |
```

uma frase musical de dois conformes, repetida duas vezes (I−vi−ii−V) e depois
```
| I  I7 | IV iv7 | I  V  | I     |
```

Os changes estão usualmente tocados em Si com vários conformes de substituição. Esta seria uma típica forma da seção A:
```
| Bbmaj7 G7  | Cm7    F7  | Bbmaj7 G7 | Cm7 F7 | 
| Fm7    Bb7 | Ebmaj7 Ab7 | Dm7    G7 | Cm7 F7 |
```

A "ponte" (parte "B") consiste numa série de conformes de sétima dominante que segue a forma de ciclo de quintas (também chamado ragtime progression):
```
| III7  |   +   | VI7   |   +   |
| II7   |   +   | V7    |   +   |
```

```
| D7    |   +   | G7    |   +   |
| C7    |   +   | F7    |   +   |
```

Esta estrutura conhece-se como Sears Roebuck bridge.
Parte B ou "ponte" é seguida de outra secação "A" de oito compassos:
```
| Bbmaj7 G7  | Cm7    F7  | Bbmaj7 G7 | Cm7 F7 | 
| Fm7    Bb7 | Ebmaj7 Ab7 | Cm7    F7 | Bbmaj7 |
[
9
]
```

As seções A e B componentes dos rhythm changes usam-se às vezes outro tipo de melodias. Por exemplo, o tema de Charlie Parker, "Scrapple from the Apple", ou o de Duke Ellington, "Lost", usam progressão de acordes diferente para a parte A, mas recorrem aos rhythm changes na seção B.